# Pareiodon
Pareiodon is een monotypisch geslacht van straalvinnige vissen uit de familie van de parasitaire meervallen (Trichomycteridae).

## Soort
- Pareiodon microps Kner, 1855